# La Septième Victime (film, 1943)
Ne doit pas être confondu avec La Septième Victime (nouvelle) ou La Dixième Victime.
Pour plus de détails, voir Fiche technique et Distribution.
La Septième Victime (The Seventh Victim) est un thriller américain de Mark Robson sorti en 1943.

## Synopsis
Mary Gibson recherche sa sœur Jacqueline disparue mystérieusement à Greenwich Village. Son enquête la mène à une secte satanique.

## Fiche technique
- Titre : La Septième Victime
- Titre original : The Seventh Victim
- Réalisation : Mark Robson
- Scénario : Charles O'Neal et DeWitt Bodeen
- Photographie : Nicholas Musuraca
- Montage : John Lockert
- Musique : Roy Webb, Gustav Mahler
- Décors : Harley Miller et Darrell Silvera
- Costumes : Renié
- Production : Val Lewton
- Société de production : RKO Pictures
- Sociétés de distribution : RKO Radio Pictures
- Langue : anglais
- Format : Noir et blanc - 35 mm - son mono
- Durée : 71 minutes
- Date de sortie :
  -  États-Unis : 21 août 1943
  -  France : 25 août 1971

## Distribution
- Kim Hunter : Mary Gibson
- Tom Conway : Docteur Louis Judd
- Jean Brooks : Jacqueline Gibson

- Isabel Jewell : Frances Fallon
- Evelyn Brent : Natalie Cortez
- Erford Gage : Jason Hoag, poète
- Ben Bard : M. Brun
- Hugh Beaumont : Gregory Ward
- Chef Milani : M. Jacob Romari
- Marguerite Sylva : Mme Bella Romari

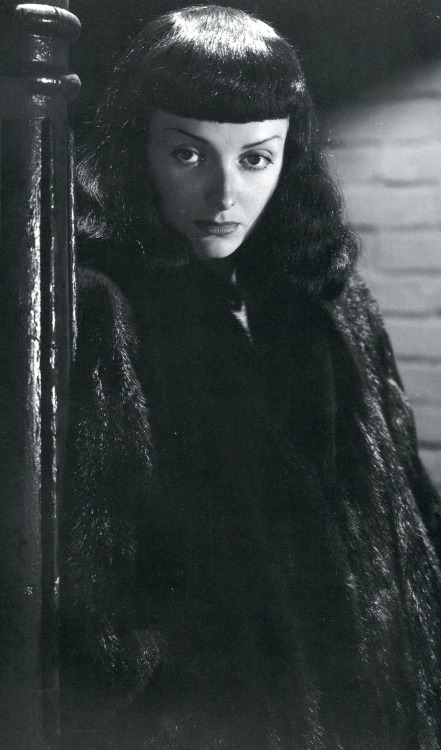
Jean Brooks dans The Seventh Victim

- Elizabeth Russell (non créditée) : Mimi